# イルヴァン・カルドナ
イルヴァン・カルドナ（Irvin Cardona, 1997年8月8日 - ）は、フランス・ニーム出身のサッカー選手。ASサンテティエンヌ所属。ポジションはフォワード。

## 経歴
2017年2月12日のFCメス戦で、ラダメル・ファルカオとの交代でリーグ・アンデビュー。
2017年7月18日にASモナコとの契約を2021年まで延長した上で、サークル・ブルッヘに期限付き移籍した。同シーズンは、チーム内で2番目に活躍するなど躍進した。
2019年8月12日、スタッド・ブレスト29に移籍した。
2023年1月18日、FCアウクスブルクへの加入が発表された。契約期間は2027年まで。
2024年8月10日、RCDエスパニョールにレンタル移籍した。
2025年1月28日、ASサンテティエンヌにシーズン終了までのレンタルで移籍した。

## 人物
マルタにルーツを持っている